# Мавсима Сирин
Мавсима, или Маисима (грч. Μαυσιμας; 4. век) - хришћански сиријски подвижник, свештеник, светитељ у лику преподобног.
Податке о животу Мавсиме износи Теодорит Кирски у 14. поглављу књиге „Историја богољубаца“.
Мавсима, је био Сиријац по пореклу, рођен је у селу које се налази у близини града Кира; где се и школовао. Теодорит наводи да је Мавсима успео у свим врстама врлина. Због тога је рукоположен за свештеника једног села, где је био духовни ментор за народ. Дуго времена Мавсимова одећа је била иста туника и огртач, не мењајући их, стављао је закрпе на поцепана места и тако их носио до старости. Мавсима је вредно бринуо о луталицама, зато су им врата увек била отворена. 
Теодорит говори о чудима које је чинио Мавсима: Мавсима је имао два сасуда – један са житом, а други са уљем, и давао је од њих свима у невољи, али су сасуди увек остајали пуни; Мавсима је излечио дете богате и племените жене, којој су лекари прогнозирали смрт. Теодорит говори о казни за непослушност која је уследила за Литоја, који је заузео прво место на Антиохијском сабору, и како га је Мавсима, након покајања и усрдних молби ослободио казне. Мавсима је, доживевши дубоку старост, умро крајем 4. века.
Православна црква прославља светог Мабсима 5. фебруара.